# Alice von Hildebrand
Pour les articles homonymes, voir Hildebrand.
Alice von Hildebrand DCSG (née Alice Jourdain le 11 mars 1923 à Bruxelles et morte le 14 janvier 2022 à New Rochelle) est une philosophe et théologienne catholique belgo-américaine.

## Biographie
Elle déménage aux États-Unis en 1940 et commence à enseigner au Hunter College de New York en 1947. Étudiante à l'université Fordham, Alice Jourdain rencontre le philosophe, théologien et professeur Dietrich von Hildebrand (1889-1977), qu'elle épouse en 1959. Leur petit-fils est l'anthropologue Martín von Hildebrand (en).
En 1973, Alice von Hildebrand traduit en français l'un des maîtres-livres de son époux, La Vigne ravagée, dans lequel il « expose clairement les erreurs fondamentales de l'esprit post-conciliaire ».
En 1984, Alice von Hildebrand prend sa retraite. Elle vit aux États-Unis et écrit plusieurs ouvrages, dont The Privilege of Being a Woman (2002) et The Soul of a Lion: The Life of Dietrich von Hildebrand (2000), une biographie de son mari. Ces ouvrages ne semblent pas avoir été traduits en français.
En 2014, elle publie Memoirs of a Happy Failure, son autobiographie qui traite de sa fuite de l'Europe nazie et de sa carrière d'enseignante au Hunter College.
Elle est dame commandeur de l'ordre de Saint-Grégoire-le-Grand.

## Publications
- Greek Culture, the Adventure of the Human Spirit (G. Braziller, 1966)
- Introduction to a Philosophy of Religion (Franciscan Herald Press, 1970)
- By Love Refined: Letters to a Young Bride (Sophia Institute Press, 1989)
- Women and the Priesthood (Franciscan University Press, 1994)  (ISBN 0-940535-72-6)
- By Grief Refined: Letters to a Widow (Franciscan University Press, 1994)
- Memoiren und Aufsätze gegen den Nationalsozialismus, 1933–1938, avec Dietrich von Hildebrand et Rudolf Ebneth (Matthias-Grünewald-Verlag, 1994)  (ISBN 978-3-7867-1737-9)
- Soul of a Lion: Dietrich Von Hildebrand; A Biography (Ignatius Press, 2000)  (ISBN 0-89870-801-X)
- The Privilege of Being a Woman (Veritas Press, 2002)
- Man and Woman: A Divine Invention (Ignatius Press, 2010)  (ISBN 1-932589-56-2)
- Memoirs of a Happy Failure (Saint Benedict Press, 2014)  (ISBN 978-1-618901-26-2)